# Damchö Pelwa
Damchö Pelwa  (1546-1620) was een Tibetaans geestelijke. Hij was de eenendertigste Ganden tripa van 1618 tot 1620 en daarmee de hoofdabt van het klooster Ganden en hoogste geestelijke van de gelugtraditie in het Tibetaans boeddhisme.
Damchö Pelwa werd geboren in 1546 in Jang Zhab. Op jonge leeftijd ging Damchö Pelwa naar Lhasa en schreef zich in bij het Loseling-College van het Drepungklooster. Daar volgde hij het gebruikelijke onderwijstraject van de Gelug-traditie op het gebied van soetra en tantra.
Damchö Pelwa studeerde vele jaren en werd een erkend geleerde. Hij gaf lange tijd onderricht aan het Loseling-college voordat hij een reeks van jaren lama werd aan het Shartse-college van het Gandenklooster.
In 1618, op de leeftijd van 73 jaar, werd Damchö Pelwa benoemd tot 31e Ganden tripa en diende drie jaar als hoofdabt van het Gandenklooster. Hij overleed in 1620 op 75-jarige leeftijd. Trichen Damchö Pelwa gaf als Ganden tripa onderwijs in soetra en tantra en voerde belangrijke religieuze activiteiten van zijn traditie uit.
Ter gedachtenis werd voor hem een zilveren reliekhouder gemaakt en in het Gandenklooster geplaatst.